# Józef Jackowski
Józef Jackowski (ur. 23 stycznia 1863 w Poznaniu, zm. 1914 w Boliwii) – polski inżynier górnictwa i geolog.

## Życiorys
Absolwent Królewskiego Gimnazjum w Ostrowie (matura 1880). Studiował na Akademii Górniczej w Berlinie, w szkołach wyższych w Belgii. Po uzyskaniu tytułu inżyniera górnictwa oraz kwalifikacji w dziedzinie geologii opuścił Europę.
W 1886 został zaangażowany przez rząd Boliwii do prowadzenia badań geologicznych w Andach. Podróżował drogą morską, do Argentyny, stamtąd rzeką Parana, koleją lub pieszo (w karawanie kupieckiej) do Boliwii. W miejscu przeznaczenia, w Animas de Chocaya, stawił się w roku 1889. Pracował w zarządzie tamtejszych kopalń należących do przedsiębiorstwa Felix Avelino y Cie, boliwijskiego monopolisty na wydobycie bizmutu (a wydobycie tego pierwiastka w Boliwii stanowiło ówcześnie, jak podaje Jackowski, ponad połowę wydobycia światowego) i cyny. Kierował pracami tych kopalń w Górach Tasna (bizmut), Chorolqe (srebro, bizmut, cyna) i Chocaya (srebro). Zjednał sobie górników, którymi byli w większości miejscowi Indianie, dobrym i sprawiedliwym traktowaniem. Podczas lokalnej epidemii tyfusu z braku lekarza sam doglądał chorych robotników.
Założył szkołę górniczą w Potosí. Jako jedyny z Europejczyków w tym regionie nauczył się języka ludu Keczua. Badał ich zwyczaje, tłumaczył indiańskie modlitwy i poezję, której próbki przysyłał do Polski, przełożył także na język keczua modlitwę Ojcze Nasz.
Był prawdopodobnie pierwszym Polakiem, który dotarł do Boliwii i słał stamtąd listy - od 1890 roku publikował Wyjątki z listów z Boliwii w Rocznikach Poznańskiego Towarzystwa Przyjaciół Nauk, które zawierały jego relacje z Ameryki Południowej od momentu przybicia do brzegów Argentyny. PTPN-owi przekazał też mapę topograficzną południowo-zachodniej Boliwii. Teksty Jackowskiego były wydawane staraniem PTPN, a w szczególności zasłużonego działacza Towarzystwa, doktora Franciszka Chłapowskiego.
Zebrane przez Jackowskiego kryształy (cyna i bizmut) wystawiono w 1890 roku na Wystawie Światowej w Paryżu, gdzie zdobyły Złoty Medal. Chciało je kupić londyńskie British Museum, inżynier przekazał je PTPN.